# Ben Leito
Bernardito H. (Ben) Leito (Curaçao, 6 februari 1923 - september 1996) was een Curaçaos econoom, topambtenaar, politicus en bestuurder. Hij was gouverneur van de Nederlandse Antillen van 1970 tot 1983, en lid van de Raad van State van het Koninkrijk van 1987 tot 1993.

## Biografie
Ben Leito groeide op in de wijk Otrobanda. Op 15-jarige leeftijd vertrok hij naar Nederland en doorliep de HBS in Leiden. Na de Tweede Wereldoorlog ging hij studeren aan de Economische Hogeschool Tilburg, waar hij in 1950 zijn doctoraal diploma economie behaalde.
In 1951 werd Leito ambtenaar op Curaçao bij het departement van Sociale en Economische Zaken en stapte in 1953 over naar de dienst Financiën van het Eilandgebied Curaçao waar hij vanaf 1961 aan het hoofd stond. In 1965 werd hij directeur van het Departement van Financiën van de Nederlandse Antillen. In 1965 en volgende jaren was hij tevens voorzitter van de Raad van Commissarissen van de Bank van de Nederlandse Antillen en lid-voorzitter van de Sociaal-Economische Raad van de Nederlandse Antillen.

### Politieke loopbaan
Leito was een prominent lid van de Katholieke Volkspartij (KVP), die in 1960 haar naam wijzigde in Konstructieve Volkspartij. In 1954 stond hij op positie nr. 3 op de kandidatenlijst voor de verkiezingen van de Staten van de Nederlandse Antillen, maar werd niet gekozen. In 1955 werd hij gekozen tot lid van de eilandsraad van Curaçao en werd in 1956 aangewezen tot fractievoorzitter. Nadat Isaac Debrot zijn statenzetel had opgegeven, volgde hij hem op als statenlid van 1959 tot 1962. Leito was jarenlang lid van het partijbestuur en bekleedde tussen 1959 en 1962 de functie van voorzitter. Eind 1962 stapte Leito uit de partij en stelde hij zijn eilandsraadzetel ter beschikking.

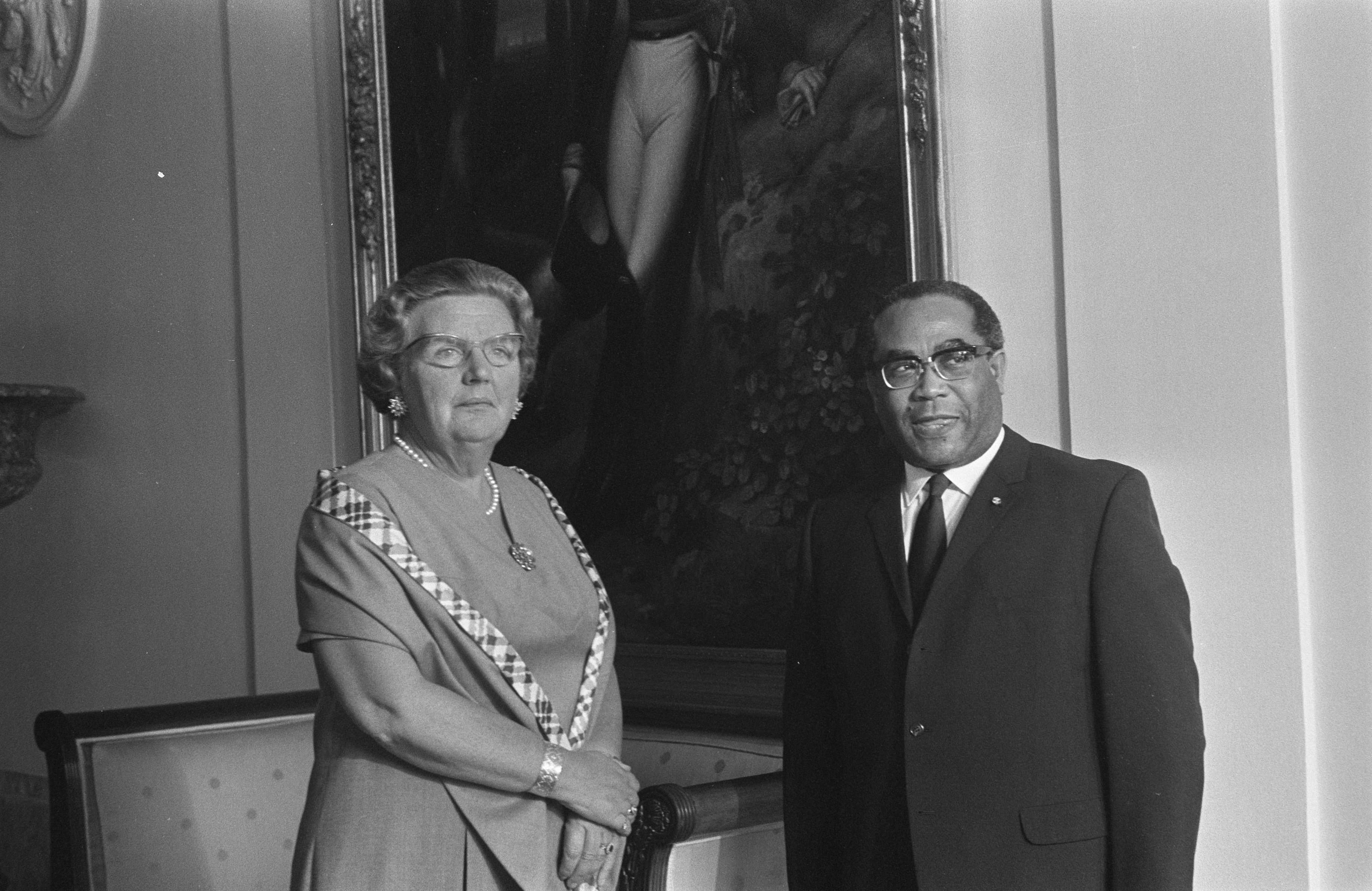
Op 30 juni 1970 werd Leito op paleis Soestdijk beëdigd door Koningin Juliana als gouverneur van de Nederlandse Antillen

Leito was van 1968 tot 1970 waarnemend gezaghebber van Curaçao en vanaf 30 december 1969 waarnemend gouverneur van de Nederlandse Antillen. Een jaar na Trinta di mei en nadat de benoeming van de heer Efraïn Jonckheer was ingetrokken werd hij als de eerste Afro-Curaçaose gouverneur in de Antilliaanse geschiedenis aangesteld. Jonckheer en de Antilliaanse regering gingen in beroep tegen het ongedaan maken van de aanstelling door de Nederlandse regering, maar stonden bij de behandeling van hun intern appèl alleen. In het begin van de jaren zeventig probeerde de Nederlandse regering onder Joop den Uyl de Nederlandse Antillen over te halen onafhankelijkheid na te streven. Leito was tegen onafhankelijkheid van de eilanden en steunde de kabinetten Isa-Beaujon en Evertsz in hun afwijzing. In 1980 diende Leito een verzoek in om lid te worden van de Raad van State, maar zijn verzoek werd afgewezen. Leito nam per 1 oktober 1983 ontslag als een van de langstdienende gouverneurs. Zijn taken werden reeds in mei 1983 overgenomen door waarnemend gouverneur Lope Beaujon. Hierna keerde Leito terug naar Nederland. Op 1 maart 1987 werd hij benoemd tot staatsraad van het Koninkrijk in de Raad van State van het Koninkrijk voor de Nederlandse Antillen en wegens het bereiken van de maximumleeftijd trad hij op 6 februari 1993 af.
Leito overleed in september 1996, op 73-jarige leeftijd. Hij was gehuwd met de Tilburgse Christine A.M. Koot en samen hadden zij een dochter en een zoon.

## Onderscheidingen
Leito ontving de volgende onderscheidingen:
- Venezuela: Ridder 1e klas (Gran Cordón) in de Orde van de Bevrijder (1971)
- Dominicaanse Republiek: Grootkruis in de Orde van Duarte, Sánchez en Mella (1972)
- Nederland: Officier in de Orde van Oranje-Nassau
- Nederland: Commandeur in de Orde van de Nederlandse Leeuw (1983)

## Trivia
- Tijdens zijn ambtsperiode stelde hij de Gouverneur B.M. Leitobeker in. Tussen 1973 tot 1992 werd de jeugdwisselbeker jaarlijks uitgereikt op of rond Koninginnedag.[16]